# Je ne t'ai jamais aimé
Je ne t'ai jamais aimé (anglais : I Never Liked You) est une bande dessinée de l'auteur canadien Chester Brown publiée de 1991 à 1993 sous le titre Fuck dans les numéros 26 à 30 du comic book Yummy Fur avant d'être recueillie en album aux éditions Drawn and Quarterly en 1994. 

## Thème
Reprenant des éléments autobiographiques, l'histoire traite de l'introversion de l'auteur à l'adolescence et sa difficulté à parler aux autres, particulièrement aux femmes y compris à sa mère à qui il est incapable d'exprimer son affection même quand elle est mourante à l'hôpital. Les dialogues sont minimalistes, le dessin est également très simple comparé aux autres travaux de Brown, certaines planches ne comportent qu'une case. Les planches étaient à l'origine sur fond noir avant d'être sur fond blanc dans une réédition annotée de 2002.

## Historique
La réputation de Chester Brown dans le milieu de la bande dessinée alternative s'est établie dans les années 1980 avec sa série Ed the Happy Clown (en). Il lui donna une fin abrupte en 1989 quand il s'oriente vers les histoires autobiographiques, inspiré par les publications de Joe Matt et Julie Doucet. Le style d'illustration peu compliqué de son ami Seth, dessinateur de Toronto, le conduit à simplifier son propre style. Brown envisageait Je ne t'ai jamais aimé comme faisant partie d'une histoire plus large, concrétisée par la publication de Le Playboy en 1992. Je ne t'ai jamais aimé est la dernière partie de la première période autobiographique de l'auteur.
La bande dessinée reçoit un bon accueil critique et on peut sentir son influence chez des auteurs tels que Jeffrey Brown, Ariel Schrag (en) et Anders Nilsen. Elle fut publiée dans la vague des années 1990 sur les bandes dessinées autobiographiques. Les deux auteurs Seth et Joe Matt sont également reconnus avec Chester Brown comme les figures de proue de cette vague parmi les auteurs de Toronto. 

## Réception critique en France
Les critiques des médias francophones sont positives. Sur du9, Xavier Guilbert qualifie l'ouvrage de chef-d’œuvre en notant que « la narration est un véritable bijou de fragilité et de subtilité ». Pour A.Perroud du site BD Gest, « cette chronique ne serait qu’une BD autobiographique de plus si le dessinateur n’avait pas réussi la gageure, grâce à la précision de ses observations, de rendre sa narration quasiment universelle. ».